# Афареи
Афареи (лат. Aphareus) — род лучепёрых рыб семейства луциановых (Lutjanidae). Распространены в Индо-Тихоокеанской области. Максимальная длина тела у разных видов варьируется от 70 до 110 см. Имеют промысловое значение.

## Описание
Тело удлинённое, веретенообразной формы, покрыто мелкой чешуёй. В боковой линии 65—75 чешуй. Верхняя челюсть без чешуи, боковая поверхность гладкая; её задний край доходит до вертикали, проходящей через середину глаза. Предчелюстная кость не выдвижная. Нижняя челюсть немного выдаётся вперёд. Зубы на челюстях очень маленькие, нет клыковидных зубов; на сошнике зубов нет (есть мелкие зубы у мелкой молоди). Межорбитальное пространство плоское. Спинной плавник сплошной, нет выемки между колючей и мягкой частями. В колючей части 10 жёстких лучей, а в мягкой части 10—11 мягких лучей. Чешуя на спинном и анальном плавниках отсутствует. В анальном плавнике 3 жёстких и 8 мягких лучей. Последний мягкий луч в спинном и анальном плавниках удлинённый. Грудные плавники удлинённые, но короче длины головы, с 15—16 мягкими лучами. Хвостовой плавник вильчатый.
Окраска тела пурпурно-коричневая, сине-серая или красноватая, иногда с серебристыми пятнами на нижней части тела и брюхе.

## Биология
Морские бентопелагические рыбы. Обитают в прибрежных водах вблизи рифов на глубине от 6 до 330 м. Питаются рыбой и ракообразными. Ведут одиночный образ жизни или образуют небольшие группы.

## Классификация
В составе рода выделяют 2 вида:
- Aphareus furca (Lacépède, 1801) — Вильчатый афарей
- Aphareus rutilans Cuvier, 1830 — Малозубый афарей